# 宋儒 (嘉靖進士)
宋儒（？—？），字子淳，號清溪，河南彰德府安陽縣人，匠籍，明朝政治人物。

## 生平
嘉靖二十二年（1543年）癸卯科河南鄉試第五十六名舉人。嘉靖三十二年（1553年）中式癸丑科會試第三百三十五名，三甲第三十九名進士。大理寺观政，授直隶南宫知县，调禹城县，升工部主事，卒。

## 家族
曾祖宋福，義官；祖父宋增；父宋鳳，母馮氏。兄宋傑、弟宋仁（生员）、宋伟、宋代。